# Михайленко, Евгений Ефимович
Евгений Ефимович Михайленко (15 августа 1920, Пржевальск, Туркестанская АССР — 18 июля 1944, Сокаль, Львовская область) — Гвардии старший лейтенант Рабоче-крестьянской Красной Армии, участник Великой Отечественной войны, Герой Советского Союза (1944).

## Биография
Евгений Михайленко родился 15 августа 1920 года в городе Каракол (ныне — Кыргызстан). Окончил среднюю школу, занимался в аэроклубе в Алма-Ате. В 1941 году Михайленко был призван на службу в Рабоче-крестьянскую Красную Армию. В 1942 году окончил Чкаловскую военную авиационную школу лётчиков. С июля того же года — на фронтах Великой Отечественной войны.
К июню 1944 года гвардии старший лейтенант Евгений Михайленко командовал эскадрильей 92-го гвардейского штурмового авиаполка 4-й гвардейской штурмовой авиадивизии 5-го штурмового авиационного корпуса 2-й воздушной армии 1-го Украинского фронта. К тому времени он совершил 108 боевых вылетов на штурмовку скоплений боевой техники и живой силы противника, его важных объектов, нанеся ему большие потери. 18 июля 1944 года самолёт Михайленко был сбит под городом Сокаль Львовской области Украинской ССР, экипаж погиб в полном составе. Михайленко похоронен в братской могиле в Сокале.
Указом Президиума Верховного Совета СССР от 26 октября 1944 года за «мужество и героизм, проявленные при нанесении штурмовых ударов по противнику» гвардии старший лейтенант Евгений Михайленко посмертно был удостоен высокого звания Героя Советского Союза. Также был награждён орденом Ленина, двумя орденами Красного Знамени, орденом Красной Звезды и рядом медалей.